# Теракты в поселении Итамар
Теракты в поселении Итамар (ивр. פיגועים בישוב איתמר‎) — террористические нападения, совершённые в поселении Итамар в центральной Самарии (Израиль). В период с 2002 года по настоящее время в 5 терактах, совершенных палестинскими арабами, были убиты 13 евреев и 6 — были ранены.

## Май — июль 2002 года
28 мая
3 ученика йешивы : Нетанель Ричи (17 лет), Гилад Штиглиц (14 лет) и Авраам Ситон (17 лет) были застрелены, когда играли в баскетбол во дворе йешивы, еще двое — были легко ранены. 12 февраля 2014 года руководство ПА устроило в Шхеме торжественную военную церемонию в честь убийцы — террориста Хабаша Халаби.
20 июня
Рахель Шабо и трое её детей : Нерия (16 лет), Цви (13 лет) и Авишай (5 лет), были застрелены ворвавшимся в их дом террористом. Также погиб прибывший им на помощь сосед Йосси Твито. Еще двое её детей были тяжело ранены. В результате перестрелки террорист был уничтожен. Дом семьи Шабо сгорел.
30 июля
Ранним утром террорист ворвался в один из домов поселения и нанес ранения оказавшему ему сопротивление хозяину дома и его жене. Пострадавшие доставлены в больницу в критическом состоянии. Силы безопасности уничтожили террориста.

## Август 2004 года
Шломо Миллер (50 лет) скончался 13 августа после того, как был тяжело ранен в перестрелке на въезде в поселение. Террорист, сотрудник Службы превентивной безопасности ПНА и член группировки «Танзим» (ФАТХ), был уничтожен силами самообороны поселения. Ответственность за теракт также взяли на себя Бригады мучеников Аль-Аксы.

## Июнь 2006 года
25 июня террористы похитили и убили жителя поселения Итамар Элиягу Ашери. Позже, его обгоревшее тело было найдено возле Рамаллы после того, как удалось задержать одного из убийц, который указал, где закопано тело Элиягу. Убийцами оказались полицейские ПНА, куда они были делегированы „Батальонами мучеников Аль-Аксы“.

## Март 2011 года
В ночь на 12 марта двое палестинских террористов зарезали Уди (37 лет) и Рут Фогель (36), и их детей: Йоава (11 лет), Эльада (4 года) и Адас (3 месяца). Ещё троим их детям (12, 8 и 2 года) удалось спастись. Адвокатов убийцам нанимал и оплачивал Мансур Аббас — араб, израильский политик.